# Ligue des nations féminine de volley-ball 2024
 (juin 2024).
Si vous disposez d'ouvrages ou d'articles de référence ou si vous connaissez des sites web de qualité traitant du thème abordé ici, merci de compléter l'article en donnant les références utiles à sa vérifiabilité et en les liant à la section « Notes et références ».
Navigation
2023 2025
La 6e édition de la Ligue des nations féminine de volley-ball se déroule du 14 mai au 23 juin 2024.

## Format de la compétition

### Tour préliminaire
Le format de la compétition introduit en 2022 reste le même pour cette édition. 16 équipes s'affrontent dans des poules de 8 équipes durant la première phase. Chaque équipe jouera 12 matchs durant cette étape. Huit équipes vont ensuite s'affronter pendant la phase finale.

### Phase finale
La phase finale verra s'affronter les 7 meilleures équipes ainsi que la Thaïlande qui accède directement aux phases finales en tant qu'organisateur.
Cette phase est constituée de 8 matchs : 4 quarts de finale, 2 demi-finales, petite et grande finales.
Pour les quarts de finale, l'équipe classée 1ère affrontera celle classée 8ème, la 2nde affrontera la 7ème, la 3ème jouera contre la 6ème et la 4ème sera opposée à la 5ème. Si l'équipe du pays hôte ne termine pas dans les 8 premières places, elle sera classée 8ème.

## Salles
Le tour préliminaire s'est déroulé à Antalya (Turquie), Rio de Janeiro (Brésil), Macao (Chine), Arlington (États-Unis), Hong Kong (Chine) et Fukuoka (Japon). Les phases finales se sont tenues à Bangkok (Thaïlande).

### Tour préliminaire
| Semaine 1           | Semaine 1                            |
| Poule 1             | Poule 2                              |
| ------------------- | ------------------------------------ |
| Antalya, Turquie    | Rio de Janeiro, Brésil               |
| Antalya Sports Hall | Ginásio do Maracanãzinho             |
| Capacité: 10 000    | Capacité: 11 800                     |
|                     |                                      |
| Semaine 2           |                                      |
| Poule 3             | Poule 4                              |
| Macao, Chine        | Arlington, Texas, États-Unis         |
| Galaxy Arena        | College Park Center                  |
| Capacité: 16 000    | Capacité: 7 000                      |
|                     |                                      |
| Semaine 3           |                                      |
| Poule 5             | Poule 6                              |
| Hong Kong, Chine    | Fukuoka, Japon                       |
| Hong Kong Coliseum  | West Japan General Exhibition Center |
| Capacité: 12 500    | Capacité: 7 900                      |
|                     |                                      |

### Phase finale
| Tous les matchs        |
| ---------------------- |
| Bangkok, Thaïlande     |
| Indoor Stadium Huamark |
| Capacité: 8 000        |
|                        |

## Composition des poules
La composition des poules a été officialisée le 8 décembre 2023.
| Semaine 1                                                       | Semaine 1                                                                           | Semaine 2                                                                  | Semaine 2                                                                | Semaine 3                                                                        | Semaine 3                                                          |
| Poule 1 Turquie                                                 | Poule 2 Brésil                                                                      | Poule 3 Macao                                                              | Poule 4 États-Unis                                                       | Poule 5 Hong Kong                                                                | Poule 6 Japon                                                      |
| --------------------------------------------------------------- | ----------------------------------------------------------------------------------- | -------------------------------------------------------------------------- | ------------------------------------------------------------------------ | -------------------------------------------------------------------------------- | ------------------------------------------------------------------ |
| Turquie Italie Pologne Japon Allemagne Pays-Bas Bulgarie France | Brésil États-Unis Serbie Chine Canada République dominicaine Thaïlande Corée du Sud | Chine Italie Brésil Japon République dominicaine Pays-Bas Thaïlande France | États-Unis Turquie Pologne Serbie Allemagne Canada Bulgarie Corée du Sud | Chine Turquie Brésil Pologne République dominicaine Allemagne Thaïlande Bulgarie | Japon États-Unis Italie Serbie Pays-Bas Canada France Corée du Sud |

## Effectifs
(en) Effectifs des équipes de la Ligue des nations féminine de volley-ball 2024

## Classement

### Critères de départage
Le classement général se fait de la façon suivante :
1. plus grand nombre de victoires ;
2. plus grand nombre de points ;
3. plus grand ratio de sets pour/contre ;
4. plus grand ratio de points pour/contre ;
5. Résultat de la confrontation directe ;
6. si, après l’application des critères 1 à 5, plusieurs équipes sont toujours à égalité, les critères 1 à 5 sont à nouveau appliqués exclusivement aux matches entre les équipes concernées afin de déterminer leur classement final.

### Légende du classement
Rappel – Une équipe marque :
- 3 points pour une victoire sans tie-break (colonne G) ;
- 2 points pour une victoire au tie-break (Gt) ;
- 1 point pour une défaite au tie-break (Pt) ;
- 0 point pour une défaite sans tie-break (P) ;

### Tour préliminaire
| #  | Équipe                 | Pts | J  | G  | Gt | Pt | P | Sp | Sc | Ratio | Pp   | Pc   | Ratio |
| 1  | Brésil                 | 34  | 12 | 10 | 2  | 0  | 0 | 36 | 9  | 4     | 1075 | 873  | 1.231 |
| 2  | Italie                 | 31  | 12 | 10 | 0  | 1  | 1 | 32 | 10 | 3.2   | 1010 | 812  | 1.244 |
| 3  | Pologne                | 30  | 12 | 10 | 0  | 0  | 2 | 31 | 8  | 3.875 | 942  | 838  | 1.124 |
| 4  | Chine                  | 26  | 12 | 8  | 1  | 0  | 3 | 29 | 14 | 2.071 | 1000 | 886  | 1.129 |
| 5  | Japon                  | 25  | 12 | 7  | 1  | 2  | 2 | 28 | 16 | 1.75  | 1011 | 909  | 1.112 |
| 6  | Turquie                | 25  | 12 | 7  | 1  | 2  | 2 | 29 | 18 | 1.611 | 1060 | 977  | 1.085 |
| 7  | États-Unis             | 22  | 12 | 7  | 0  | 1  | 4 | 27 | 17 | 1.588 | 1018 | 944  | 1.078 |
| 8  | Pays-Bas               | 21  | 12 | 7  | 0  | 0  | 5 | 24 | 18 | 1.333 | 965  | 903  | 1.069 |
| 9  | Canada                 | 20  | 12 | 6  | 1  | 0  | 5 | 24 | 19 | 1.263 | 975  | 945  | 1.032 |
| 10 | République dominicaine | 10  | 12 | 3  | 0  | 1  | 8 | 15 | 29 | 0.517 | 956  | 1029 | 0.929 |
| 11 | Serbie                 | 9   | 12 | 3  | 0  | 0  | 9 | 16 | 29 | 0.552 | 968  | 1058 | 0.915 |
| 12 | Allemagne              | 9   | 12 | 3  | 0  | 0  | 9 | 14 | 28 | 0.5   | 907  | 974  | 0.931 |
| 13 | Thaïlande              | 7   | 12 | 1  | 2  | 0  | 9 | 12 | 32 | 0.375 | 878  | 1031 | 0.852 |
| 14 | France                 | 8   | 12 | 2  | 0  | 2  | 8 | 10 | 32 | 0.313 | 827  | 993  | 0.833 |
| 15 | Corée du Sud           | 6   | 12 | 1  | 1  | 1  | 9 | 8  | 33 | 0.242 | 751  | 970  | 0.774 |
| 16 | Bulgarie               | 5   | 12 | 0  | 2  | 1  | 9 | 11 | 34 | 0.324 | 863  | 1064 | 0.811 |

Source : FIVB

## Tour préliminaire
Source : FIVB : Tous les horaires sont en heure locale

### Semaine 1

#### Poule 1 (Antalya)
| Date   | Heure |           | Résultat |           | Set 1 | Set 2 | Set 3 | Set 4 | Set 5 | Total   | Rapport    |
| ------ | ----- | --------- | -------- | --------- | ----- | ----- | ----- | ----- | ----- | ------- | ---------- |
| 14 mai | 17h00 | Bulgarie  | 0-3      | Pays-Bas  | 14-25 | 20-26 | 22-25 |       |       | 56-75   | P2 Rapport |
| 14 mai | 20h00 | Italie    | 0-3      | Pologne   | 26-28 | 23-25 | 21-25 |       |       | 70-78   | P2 Rapport |
| 15 mai | 17h00 | France    | 0-3      | Allemagne | 22-25 | 14-25 | 22-25 |       |       | 58-75   | P2 Rapport |
| 15 mai | 20h00 | Japon     | 3-2      | Turquie   | 25-23 | 25-21 | 23-25 | 20-25 | 15-11 | 108-105 | P2 Rapport |
| 16 mai | 14h00 | Allemagne | 1-3      | Italie    | 16-25 | 16-25 | 25-21 | 22-25 |       | 79-96   | P2 Rapport |
| 16 mai | 17h00 | Bulgarie  | 0-3      | Japon     | 13-25 | 15-25 | 15-25 |       |       | 43-75   | P2 Rapport |
| 16 mai | 20h00 | Pays-Bas  | 1-3      | Turquie   | 14-25 | 25-23 | 23-25 | 18-25 |       | 80-98   | P2 Rapport |
| 17 mai | 14h00 | Japon     | 3-0      | Allemagne | 25-21 | 25-15 | 25-22 |       |       | 75-58   | P2 Rapport |
| 17 mai | 17h00 | France    | 0-3      | Pologne   | 20-25 | 16-25 | 17-25 |       |       | 53-75   | P2 Rapport |
| 17 mai | 20h00 | Italie    | 3-0      | Bulgarie  | 25-21 | 25-22 | 25-19 |       |       | 75-52   | P2 Rapport |
| 18 mai | 14h00 | Pologne   | 3-0      | Pays-Bas  | 25-20 | 26-24 | 25-18 |       |       | 76-62   | P2 Rapport |
| 18 mai | 17h00 | France    | 3-1      | Bulgarie  | 19-25 | 25-21 | 25-11 | 29-27 |       | 98-84   | P2 Rapport |
| 18 mai | 20h00 | Italie    | 3-1      | Turquie   | 25-27 | 25-21 | 25-21 | 25-19 |       | 100-88  | P2 Rapport |
| 19 mai | 14h00 | Allemagne | 1-3      | Pays-Bas  | 21-25 | 25-21 | 23-25 | 20-25 |       | 89-96   | P2 Rapport |
| 19 mai | 17h00 | Pologne   | 3-0      | Japon     | 26-24 | 25-20 | 25-23 |       |       | 76-67   | P2 Rapport |
| 19 mai | 20h00 | France    | 0-3      | Turquie   | 19-25 | 16-25 | 19-25 |       |       | 54-75   | P2 Rapport |

#### Poule 2 (Brasilia)
| Date   | Heure |                        | Résultat |                        | Set 1 | Set 2 | Set 3 | Set 4 | Set 5 | Total  | Rapport    |
| ------ | ----- | ---------------------- | -------- | ---------------------- | ----- | ----- | ----- | ----- | ----- | ------ | ---------- |
| 14 mai | 17h30 | Chine                  | 3-0      | Corée du Sud           | 25-15 | 25-16 | 25-14 |       |       | 75-45  | P2 Rapport |
| 14 mai | 21h00 | Brésil                 | 3-1      | Canada                 | 26-24 | 23-25 | 26-24 | 25-12 |       | 100-85 | P2 Rapport |
| 15 mai | 17h30 | États-Unis             | 3-1      | Thaïlande              | 25-22 | 19-25 | 25-12 | 25-18 |       | 94-77  | P2 Rapport |
| 15 mai | 21h00 | Serbie                 | 1-3      | République dominicaine | 18-25 | 17-25 | 25-21 | 20-25 |       | 80-96  | P2 Rapport |
| 16 mai | 14h00 | Brésil                 | 3-0      | Corée du Sud           | 25-15 | 25-19 | 25-17 |       |       | 75-51  | P2 Rapport |
| 16 mai | 17h30 | Chine                  | 3-1      | États-Unis             | 23-25 | 25-23 | 25-22 | 25-19 |       | 98-89  | P2 Rapport |
| 16 mai | 21h00 | République dominicaine | 0-3      | Canada                 | 20-25 | 21-25 | 22-25 |       |       | 63-75  | P2 Rapport |
| 17 mai | 14h00 | Serbie                 | 3-0      | Thaïlande              | 25-13 | 29-27 | 25-19 |       |       | 79-59  | P2 Rapport |
| 17 mai | 17h30 | Chine                  | 1-3      | Canada                 | 22-25 | 25-20 | 23-25 | 22-25 |       | 82-95  | P2 Rapport |
| 17 mai | 21h00 | Brésil                 | 3-1      | États-Unis             | 25-22 | 25-16 | 18-25 | 25-19 |       | 93-82  | P2 Rapport |
| 18 mai | 14h00 | Serbie                 | 1-3      | Chine                  | 25-21 | 15-25 | 18-25 | 18-25 |       | 76-96  | P2 Rapport |
| 18 mai | 17h30 | Corée du Sud           | 0-3      | République dominicaine | 13-25 | 19-25 | 20-25 |       |       | 52-75  | P2 Rapport |
| 18 mai | 21h00 | Thaïlande              | 1-3      | Canada                 | 21-25 | 13-25 | 25-20 | 17-25 |       | 76-95  | P2 Rapport |
| 19 mai | 14h00 | Brésil                 | 3-0      | Serbie                 | 25-21 | 25-19 | 25-19 |       |       | 75-53  | P2 Rapport |
| 19 mai | 17h30 | États-Unis             | 3-0      | République dominicaine | 25-23 | 25-20 | 25-18 |       |       | 75-61  | P2 Rapport |
| 19 mai | 21h00 | Thaïlande              | 1-3      | Corée du Sud           | 19-25 | 25-23 | 16-25 | 18-25 |       | 54-75  | P2 Rapport |

### Semaine 2

#### Poule 3 (Macao)
| Date   | Heure |                        | Résultat |                        | Set 1 | Set 2 | Set 3 | Set 4 | Set 5 | Total   | Rapport    |
| ------ | ----- | ---------------------- | -------- | ---------------------- | ----- | ----- | ----- | ----- | ----- | ------- | ---------- |
| 28 mai | 16h00 | Thaïlande              | 3-1      | République dominicaine | 25-22 | 20-25 | 25-17 | 26-24 |       | 96-88   | P2 Rapport |
| 28 mai | 19h30 | Brésil                 | 3-2      | Japon                  | 24-26 | 26-24 | 19-25 | 25-20 | 15-11 | 109-106 | P2 Rapport |
| 29 mai | 16h00 | Italie                 | 3-0      | France                 | 25-15 | 25-14 | 25-14 |       |       | 75-43   | P2 Rapport |
| 29 mai | 19h30 | Pays-Bas               | 1-3      | Chine                  | 25-21 | 23-25 | 23-25 | 21-25 |       | 92-96   | P2 Rapport |
| 30 mai | 12h30 | République dominicaine | 0-3      | Italie                 | 12-25 | 19-25 | 21-25 |       |       | 52-75   | P2 Rapport |
| 30 mai | 16h00 | France                 | 0-3      | Japon                  | 14-25 | 18-25 | 15-25 |       |       | 47-75   | P2 Rapport |
| 30 mai | 19h30 | Brésil                 | 3-1      | Pays-Bas               | 25-17 | 20-25 | 25-20 | 25-18 |       | 95-80   | P2 Rapport |
| 31 mai | 12h30 | France                 | 2-3      | Thaïlande              | 23-25 | 21-25 | 25-23 | 25-20 | 7-15  | 101-108 | P2 Rapport |
| 31 mai | 16h00 | Pays-Bas               | 3-1      | République dominicaine | 25-17 | 23-25 | 25-21 | 25-17 |       | 98-80   | P2 Rapport |
| 31 mai | 19h30 | Japon                  | 3-1      | Chine                  | 25-22 | 19-25 | 25-18 | 25-17 |       | 94-82   | P2 Rapport |
| 1 juin | 12h30 | Brésil                 | 3-2      | Italie                 | 26-24 | 25-27 | 18-25 | 25-19 | 15-10 | 109-105 | P2 Rapport |
| 1 juin | 16h00 | République dominicaine | 1-3      | Japon                  | 20-25 | 25-23 | 24-26 | 23-25 |       | 92-99   | P2 Rapport |
| 1 juin | 19h30 | Thaïlande              | 0-3      | Chine                  | 20-25 | 17-25 | 18-25 |       |       | 76-95   | P2 Rapport |
| 2 juin | 12h30 | France                 | 0-3      | Pays-Bas               | 17-25 | 10-25 | 21-25 |       |       | 48-75   | P2 Rapport |
| 2 juin | 16h00 | Brésil                 | 3-0      | Thaïlande              | 25-22 | 25-14 | 25-17 |       |       | 75-53   | P2 Rapport |
| 2 juin | 19h30 | Italie                 | 3-0      | Chine                  | 25-23 | 25-19 | 25-16 |       |       | 75-58   | P2 Rapport |

#### Poule 4 (Arlington)
| Date   | Heure |                | Résultat |            | Set 1 | Set 2 | Set 3 | Set 4 | Set 5 | Total   | Rapport    |
| ------ | ----- | -------------- | -------- | ---------- | ----- | ----- | ----- | ----- | ----- | ------- | ---------- |
| 28 mai | 16h00 | Pologne        | 3-1      | Serbie     | 25-16 | 23-25 | 25-18 | 25-22 |       | 98-81   | P2 Rapport |
| 28 mai | 19h30 | Canada         | 1-3      | États-Unis | 22-25 | 17-25 | 25-23 | 20-25 |       | 84-98   | P2 Rapport |
| 29 mai | 11h00 | Corée du Sud ' | 2-3      | Bulgarie   | 23-25 | 25-20 | 26-24 | 21-25 | 13-15 | 108-109 | P2 Rapport |
| 29 mai | 14h30 | Allemagne      | 1-3      | Turquie    | 25-20 | 20-25 | 9-25  | 24-26 |       | 78-96   | P2 Rapport |
| 30 mai | 12h30 | Corée du Sud   | 0-3      | Pologne    | 20-25 | 20-25 | 10-25 |       |       | 50-75   | P2 Rapport |
| 30 mai | 16h00 | Canada         | 3-0      | Allemagne  | 25-20 | 25-15 | 25-22 |       |       | 75-57   | P2 Rapport |
| 30 mai | 19h30 | Serbie         | 1-3      | Turquie    | 18-25 | 31-33 | 25-21 | 21-25 |       | 97-91   | P2 Rapport |
| 31 mai | 13h00 | Allemagne      | 0-3      | Pologne    | 23-25 | 20-25 | 21-25 |       |       | 64-75   | P2 Rapport |
| 31 mai | 16h30 | Serbie         | 3-1      | Canada     | 25-22 | 21-25 | 26-24 | 25-20 |       | 97-91   | P2 Rapport |
| 31 mai | 20h00 | Bulgarie       | 0-3      | États-Unis | 17-25 | 22-25 | 22-25 |       |       | 61-75   | P2 Rapport |
| 1 juin | 13h00 | Corée du Sud   | 0-3      | Turquie    | 20-25 | 15-25 | 20-25 |       |       | 55-75   | P2 Rapport |
| 1 juin | 16h30 | Pologne        | 3-1      | États-Unis | 29-27 | 25-22 | 20-25 | 25-23 |       | 99-97   | P2 Rapport |
| 1 juin | 20h00 | Serbie         | 3-1      | Bulgarie   | 18-25 | 25-21 | 25-17 | 25-16 |       | 93-79   | P2 Rapport |
| 2 juin | 11h30 | Corée du Sud   | 0-3      | Canada     | 15-25 | 12-25 | 18-25 |       |       | 45-75   | P2 Rapport |
| 2 juin | 15h00 | États-Unis     | 2-3      | Turquie    | 25-21 | 20-25 | 21-25 | 25-12 | 12-15 | 103-98  | P2 Rapport |
| 2 juin | 18h30 | Bulgarie       | 1-3      | Allemagne  | 19-25 | 25-21 | 21-25 | 11-25 |       | 76-96   | P2 Rapport |

### Semaine 3

#### Poule 5 (Hong Kong)
| Date    | Heure |                        | Résultat |                        | Set 1 | Set 2 | Set 3 | Set 4 | Set 5 | Total   | Rapport    |
| ------- | ----- | ---------------------- | -------- | ---------------------- | ----- | ----- | ----- | ----- | ----- | ------- | ---------- |
| 11 juin | 17h00 | Allemagne              | 1-3      | République dominicaine | 24-26 | 25-21 | 21-25 | 21-25 |       | 91-97   | P2 Rapport |
| 11 juin | 20h30 | Bulgarie               | 0-3      | Chine                  | 15-25 | 12-25 | 17-25 |       |       | 44-75   | P2 Rapport |
| 12 juin | 17h00 | Turquie                | 3-0      | Thaïlande              | 25-17 | 25-17 | 25-17 |       |       | 75-51   | P2 Rapport |
| 12 juin | 20h30 | Brésil                 | 3-1      | Pologne                | 22-25 | 25-17 | 25-17 | 25-16 |       | 97-75   | P2 Rapport |
| 13 juin | 13h30 | Bulgarie               | 2-3      | Thaïlande              | 23-25 | 25-22 | 18-25 | 25-22 | 10-15 | 101-109 | P2 Rapport |
| 13 juin | 17h00 | Allemagne              | 1-3      | Brésil                 | 20-25 | 22-25 | 25-21 | 24-26 |       | 91-97   | P2 Rapport |
| 13 juin | 20h30 | République dominicaine | 1-3      | Turquie                | 25-17 | 15-25 | 17-25 | 18-25 |       | 75-92   | P2 Rapport |
| 14 juin | 13h30 | Bulgarie               | 0-3      | Brésil                 | 11-25 | 11-25 | 23-25 |       |       | 45-75   | P2 Rapport |
| 14 juin | 17h00 | République dominicaine | 0-3      | Pologne                | 31-33 | 20-25 | 16-25 |       |       | 67-83   | P2 Rapport |
| 14 juin | 20h30 | Chine                  | 3-0      | Allemagne              | 25-19 | 25-17 | 25-18 |       |       | 75-54   | P2 Rapport |
| 15 juin | 13h30 | République dominicaine | 2-3      | Bulgarie               | 26-24 | 23-25 | 22-25 | 26-24 | 13-15 | 110-113 | P2 Rapport |
| 15 juin | 17h00 | Pologne                | 3-0      | Thaïlande              | 25-15 | 25-23 | 25-17 |       |       | 75-55   | P2 Rapport |
| 15 juin | 20h30 | Chine                  | 3-2      | Turquie                | 21-25 | 17-25 | 25-21 | 25-23 | 15-13 | 103-107 | P2 Rapport |
| 16 juin | 13h30 | Allemagne              | 3-0      | Thaïlande              | 25-17 | 25-21 | 25-20 |       |       | 75-58   | P2 Rapport |
| 16 juin | 17h00 | Turquie                | 0-3      | Brésil                 | 14-25 | 14-25 | 19-25 |       |       | 47-75   | P2 Rapport |
| 16 juin | 20h30 | Chine                  | 3-0      | Pologne                | 25-23 | 25-15 | 25-19 |       |       | 75-57   | P2 Rapport |

#### Poule 6 (Fukuoka)
| Date    | Heure |              | Résultat |              | Set 1 | Set 2 | Set 3 | Set 4 | Set 5 | Total   | Rapport    |
| ------- | ----- | ------------ | -------- | ------------ | ----- | ----- | ----- | ----- | ----- | ------- | ---------- |
| 11 juin | 15h30 | États-Unis   | 3-0      | France       | 25-15 | 26-24 | 25-20 |       |       | 76-59   | P2 Rapport |
| 11 juin | 19h20 | Italie       | 3-0      | Canada       | 25-16 | 26-24 | 25-20 |       |       | 75-45   | P2 Rapport |
| 12 juin | 15h30 | Pays-Bas     | 3-1      | Serbie       | 25-20 | 25-21 | 18-25 | 25-12 |       | 93-78   | P2 Rapport |
| 12 juin | 19h20 | Corée du Sud | 0-3      | Japon        | 16-25 | 16-25 | 23-25 |       |       | 55-75   | P2 Rapport |
| 13 juin | 12h00 | Pays-Bas     | 2-3      | États-Unis   | 21-25 | 20-25 | 22-25 |       |       | 63-75   | P2 Rapport |
| 13 juin | 15h30 | France       | 2-3      | Corée du Sud | 23-25 | 25-21 | 25-17 | 22-25 | 13-15 | 108-103 | P2 Rapport |
| 13 juin | 19h20 | Japon        | 2-3      | Canada       | 25-23 | 25-22 | 20-25 | 21-25 | 14-16 | 105-111 | P2 Rapport |
| 14 juin | 12h00 | Serbie       | 1-3      | France       | 22-25 | 25-22 | 23-25 | 21-25 |       | 91-97   | P2 Rapport |
| 14 juin | 15h30 | Canada       | 0-3      | Pays-Bas     | 24-26 | 16-25 | 23-25 |       |       | 63-76   | P2 Rapport |
| 14 juin | 19h30 | Italie       | 3-0      | Corée du Sud | 25-16 | 25-11 | 25-13 |       |       | 75-40   | P2 Rapport |
| 15 juin | 12h00 | Canada       | 3-0      | France       | 25-14 | 25-18 | 31-29 |       |       | 81-61   | P2 Rapport |
| 15 juin | 15h30 | Italie       | 3-1      | États-Unis   | 25-17 | 19-25 | 25-15 | 25-21 |       | 94-78   | P2 Rapport |
| 15 juin | 19h20 | Japon        | 3-0      | Serbie       | 25-22 | 25-18 | 25-15 |       |       | 75-55   | P2 Rapport |
| 16 juin | 11h30 | Pays-Bas     | 3-0      | Corée du Sud | 25-21 | 25-11 | 25-17 |       |       | 75-49   | P2 Rapport |
| 16 juin | 15h00 | Serbie       | 1-3      | Italie       | 20-25 | 25-20 | 23-25 | 22-25 |       | 90-95   | P2 Rapport |
| 16 juin | 20h30 | Japon        | 0-3      | États-Unis   | 15-25 | 18-25 | 24-26 |       |       | 57-76   | P2 Rapport |

## Phase finale
- Lieu:  Indoor Stadium Huamark, Bangkok, Thaïlande
- Fuseau horaire: UTC+07:00

Les heures de matchs indiquées sont au format UTC+07:00.
|  | Quarts de finale | Quarts de finale |                 |                 | Demi-finales           | Demi-finales           |   |  | Finale          | Finale          |
|  | Quarts de finale | Quarts de finale |                 |                 | Demi-finales           | Demi-finales           |   |  | Finale          | Finale          |
|  |                  |                  |                 |                 |                        |                        |   |  |                 |                 |
|  | 20 juin à 17h00  | 20 juin à 17h00  |                 |                 | 22 juin à 20h30        | 22 juin à 20h30        |   |  | 23 juin à 20h30 | 23 juin à 20h30 |
|  | 20 juin à 17h00  | 20 juin à 17h00  |                 |                 | 22 juin à 20h30        | 22 juin à 20h30        |   |  | 23 juin à 20h30 | 23 juin à 20h30 |
|  | Chine            | 0                |                 |                 | 22 juin à 20h30        | 22 juin à 20h30        |   |  | 23 juin à 20h30 | 23 juin à 20h30 |
|  | Chine            | 0                |                 |                 | 22 juin à 20h30        | 22 juin à 20h30        |   |  | 23 juin à 20h30 | 23 juin à 20h30 |
|  | Japon            | 3                |                 |                 | 22 juin à 20h30        | 22 juin à 20h30        |   |  | 23 juin à 20h30 | 23 juin à 20h30 |
|  | Japon            | 3                | Brésil          | 2               |                        |                        |   |  | 23 juin à 20h30 | 23 juin à 20h30 |
|  | 20 juin à 20h30  |                  | Brésil          | 2               |                        |                        |   |  | 23 juin à 20h30 | 23 juin à 20h30 |
|  |                  | Japon            | 3               |                 |                        |                        |   |  | 23 juin à 20h30 | 23 juin à 20h30 |
|  | Thaïlande        | Japon            | 3               | 0               |                        |                        |   |  | 23 juin à 20h30 | 23 juin à 20h30 |
|  | Thaïlande        |                  |                 | 0               |                        |                        |   |  | 23 juin à 20h30 | 23 juin à 20h30 |
|  | Brésil           | 3                |                 |                 |                        |                        |   |  | 23 juin à 20h30 | 23 juin à 20h30 |
|  | Brésil           | 3                | Japon           | 1               |                        |                        |   |  |                 |                 |
|  | 21 juin à 17h00  |                  | Japon           | 1               |                        |                        |   |  |                 |                 |
|  |                  | Italie           | 3               |                 |                        |                        |   |  |                 |                 |
|  | Italie           | Italie           | 3               | 3               |                        |                        |   |  |                 |                 |
|  | Italie           | 22 juin à 17h00  |                 | 3               |                        |                        |   |  |                 |                 |
|  | États-Unis       | 0                |                 |                 |                        |                        |   |  |                 |                 |
|  | États-Unis       | 0                | Italie          | 3               |                        |                        |   |  |                 |                 |
|  | 21 juin à 20h30  | 21 juin à 20h30  | Italie          | 3               | Match pour la 3e place | Match pour la 3e place |   |  |                 |                 |
|  | 21 juin à 20h30  | 21 juin à 20h30  |                 | Pologne         | Match pour la 3e place | Match pour la 3e place | 0 |  |                 |                 |
|  | Pologne          | 3                | 23 juin à 17h00 | 23 juin à 17h00 |                        |                        | 0 |  |                 |                 |
|  | Pologne          | 3                | 23 juin à 17h00 | 23 juin à 17h00 |                        |                        |   |  |                 |                 |
|  | Turquie          | 2                |                 | Brésil          | 2                      |                        |   |  |                 |                 |
|  | Turquie          | 2                |                 | Brésil          | 2                      |                        |   |  |                 |                 |
|  |                  |                  |                 |                 |                        |                        |   |  | Pologne         | 3               |
|  |                  |                  |                 |                 |                        |                        |   |  | Pologne         | 3               |

## Classement final
| Place              | Équipe                 |
| ------------------ | ---------------------- |
| Médaille d'or      | Italie                 |
| Médaille d'argent  | Japon                  |
| Médaille de bronze | Pologne                |
| 4                  | Brésil                 |
| 5                  | Chine                  |
| 6                  | Turquie                |
| 7                  | États-Unis             |
| 8                  | Thaïlande              |
| 9                  | Pays-Bas               |
| 10                 | Canada                 |
| 11                 | République dominicaine |
| 12                 | Serbie                 |
| 13                 | Allemagne              |
| 14                 | France                 |
| 15                 | Corée du Sud           |
| 16                 | Bulgarie               |

Source : FIVB

## Récompenses[3]
- Meilleure joueuse :  Paola Egonu
- Meilleure passeuse :  Alessia Orro
- Meilleures réceptionneuses-attaquantes :  Sarina Koga -  Myriam Sylla
- Meilleures centrales :  Agnieszka Korneluk -  Sarah Luisa Fahr
- Meilleure pointue :  Paola Egonu
- Meilleure libero :  Manami Kojima